# Xanthopimpla clivulus
Xanthopimpla clivulus là một loài tò vò trong họ Ichneumonidae.